# Niletto
Daniil Sergeyevich Prytkov (en ruso: Даниил Серге́евич прытко́в; nacido el 1 de octubre de 1991, Tiumén), más conocido por su nombre artístico Niletto, es un cantante y bailarín ruso. Es miembro del proyecto «Песни» en el canal TNT (temporadas 1 y 2), y también es miembro de «Русский ниндзя» en «Piervy Kanal».

## Biografía
Niletto nació el 1 de octubre de 1991 en Tiumén. Sus padres son Svetlana y Serguéi. Danil tiene dos hermanas mayores. No pasó mucho tiempo en Perm. Hasta los siete años vivió y estudió en Ekaterimburgo. En 2018 se mudó a Moscú.
El 6 de junio de 2020, Niletto escribió en su blog un llamamiento a nuevas enmiendas constitucionales, lo que causó un gran revuelo entre los aficionados y los medios de comunicación. Después de revelar que era parte del programa Comment Out, Niletto eliminó el video.

## Filmografía
*En 2018, Niletto protagonizó la película "Бойцовая воля" como el rapero Max.
*En 2021, Niletto hizo un cameo en la película "Евгенич".

## Discografía

### Álbumes de estudio
- «Криолит»

### Miniálbumes
- «Хентай»
- Y ahí vamos.
- «Ляля»
- «Голос черновиков»
- «Простым»
- «юбилейный 30»

## Premios y nominaciones
| Año  | Organización            | Nominación                | Nominado/trabajo | Resultado | Ref.          |
| ---- | ----------------------- | ------------------------- | ---------------- | --------- | ------------- |
| 2020 | Премия OK               | Cara nueva en la música   | Niletto          | Nominado  | [ 12 ] [ 13 ] |
| 2020 | MTV Europe Music Awards | Mejor artista ruso        | Niletto          | Ganador   | [ 14 ]        |
| 2020 | Premio Gramófono de Oro | —                         | «Любимка»        | Ganador   |               |
| 2021 | Top Hit Music Awards    | Mejor cantante en YouTube | Niletto          | Ganador   | [ 15 ]        |
| 2021 | RU.TV Award             | Mejor comienzo            | Niletto          | Ganador   | [ 16 ]        |
| 2021 | Премия Муз-ТВ 2021      | Mejor colaboración        | «Краш»           | Ganador   |               |
| 2021 | Премия Муз-ТВ 2021      | Mejor canción             | «Любимка»        | Nominado  |               |
| 2021 | Премия Муз-ТВ 2021      | Mejor cantante            | Niletto          | Nominado  |               |